# Thermische ruis
Thermische ruis is ruis die ontstaat doordat de warmtebeweging van de ladingdragers fluctuaties rond de gemiddelde waarde van de stroomsterkte veroorzaken. Thermische ruis bevat frequenties tot in het terahertz bereik, en kan voor de meeste toepassingen als witte ruis worden gezien. 
Thermische ruis is het gevolg van de brownse beweging van de vrije ladingsdragers in thermisch evenwicht. Stochastisch gezien is thermische ruis zwak-stationair, wat wil zeggen dat het gemiddelde constant is en de autocorrelatie-functie alleen afhankelijk is van het tijdsverschil. 

## Ruisspanning
Voor thermische ruis is het gemiddelde nul. Het kwadraat van de effectieve waarde van de ruisspanning van een weerstand, de gemiddelde kwadratische ruisspanning {\displaystyle {\overline {u_{n}^{2}}}}, is evenredig met de weerstandswaarde {\displaystyle R}, de absolute temperatuur {\displaystyle T} (kelvin) van de weerstand en de beschouwde bandbreedte {\displaystyle \Delta f}:
{\displaystyle {\overline {u_{n}^{2}}}=U_{n_{\text{eff}}}^{2}=4\,k\,T\,R\,\Delta f},
waarin {\displaystyle k=1{,}38\cdot 10^{-23}\mathrm {J/K} } de constante van Boltzmann is, en {\displaystyle U_{n_{\text{eff}}}} de effectieve waarde van de ruisspanning.

## Vervangingsschakeling
Om de invloed van de thermische ruis in een schakeling op te nemen wordt een ruisende weerstand vervangen door een ruisvrije weerstand met daaraan in serie geschakeld een (ruis)spanningsbron, of als een ruisvrije weerstand met daaraan parallel een (ruis)stroombron. 
Het spanningsruisspectrum is (bij benadering):
{\displaystyle Svv(\omega )=4kTR}
De vermogensinhoud van het signaal is dan:
{\displaystyle {u_{n}}^{2}={\frac {1}{2\pi }}\int \limits _{B}{Svv(\omega )d\omega }}
Als er geen frequentie-afhankelijkheid is, reduceert dit tot
{\displaystyle {u_{n}}^{2}=4kTBR}
ofwel een effectieve waarde van
{\displaystyle {u_{n}}={\sqrt {4kTBR}}}
De stellingen van Norton en Thévenin laten toe om dit te herschrijven naar een stroombron parallel aan de weerstand als
{\displaystyle {i_{n}}={\frac {\sqrt {4kTBR}}{R}}={\sqrt {\frac {4kTB}{R}}}}
Om uiteindelijk weer een vermogensinhoud te kunnen schrijven als
{\displaystyle {i_{n}}^{2}={\frac {4kTB}{R}}}
Met deze gegevens kan de invloed van ontwerpbeslissingen op de signaal-ruisverhouding worden voorspeld.
Uit de netwerktheorie is bekend dat het maximaal beschikbare vermogen van een bron gelijk is aan
{\displaystyle P_{av}={\frac {\left|{u_{s}}\right|^{2}}{4R_{s}}}}
en in het geval van de ruisende weerstand wordt dit
{\displaystyle P_{av}={\frac {4kTBR}{4R}}=kTB}
ofwel het ruisvermogen van een weerstand is onafhankelijk van de weerstandswaarde.